# Eurimedont d'Atenes
Eurimedont (grec antic: Εὐρυμέδων, llatí: Eurymedon), fill de Tucles, fou un general atenès del segle v aC.
Va servir a la Guerra del Peloponnès, i al cinquè any (427 aC) va dirigir una flota de 60 vaixells enviats a Corcira per defensar els interessos atenesos a l'illa amenaçats pels moviments de la flota espartana sota Alcides i Bràsides. La influència atenesa ja havia estat assegurada per un esquadró atenès que havia anat allí de Naupacte, dirigit per Nicòstrat. Eurimedont va agafar el comandant general i va exercir nombroses crueltats a l'illa contra els opositors a la influència atenesa, durant set dies, nominalment fets pel partit proatenenc local, però sens dubte van ser encoratjats o almenys tolerats per Eurimedont, segons diu Tucídides.
A l'estiu següent es va reunir amb Hipònic III i van dirigir les forces ateneses a terra cooperant amb la flota de Nícies, i assolant el territori de Tànagra, derrotant aquesta ciutat i Tebes.
Al final de la campanya va ser nomenat comandant dels reforços enviats a Sicília (425 aC) i va marxar amb 40 vaixells acompanyat dels seus col·legues Sòfocles i Demòstenes. De camí va parar a Corcira on un combat amb la flota espartana es va evitar per una turmenta. Demòstenes va aconseguir fortificar Pilos, però mentrestant, una flota de 60 vaixells espartans va passar cap a Corcira sense ser percebuda. Sòfocles i Eurimedó eren a Zacint, i es van reunir amb Demòstenes a Pilos i van marxar cap a Corcira, on els espartans havien pres el poder a favor del partit oligàrquic.
Els atenesos van atacar l'illa i van restablir la democràcia, però els oligarques van resistir a la muntanya d'Istone fins que finalment es van rendir. No es van respectar les condicions de la rendició i molts oligarques van ser executats. Tucídides diu que Eurimedont i Sòfocles ho van permetre.
Després, Eurimedont i Demòstenes van anar a Sicília, però es van haver de sumar a la pacificació establerta per influència d'Hermòcrates i van haver de retornar a Atenes. Això es va interpretar com un fracàs i Demòstenes i Sòfocles van ser condemnats al desterrament i Eurimedont a una multa.
No torna a aparèixer fins al 414 aC quan junt amb Demòstenes va dirigir l'expedició d'ajut als atenencs a Siracusa. Va morir en els combats d'Epípoles.